# Info360
Info360 je slovenski spletni medij, ki ga izdaja družba Media X pod okriljem podjetnika Aleša Štrancarja. Ustanovljen je bil oktobra 2024, odgovorna urednica je Vesna Zadravec.
Poleg novic na spletnem portalu medij izdaja tudi oddajo Ura resnice, ki jo vodi Bojan Požar, ter oddajo
 V središču, ki jo vodi Suzana Kos.

## Ustvarjalci
Medij trenutno soustvarjajo:
- Odgovorna urednica: Vesna Zadravec
- Urednica uredništva: Pia Pangos
- Raziskovalni novinarki: Suzana Kos, Brigite Ferlič Žgajnar
- Voditeljica V središču: Suzana Kos
- Voditelj Ure resnice: Bojan Požar
- Komentatorji Ure resnice: Edvard Kadič, Miran Videtič, Sebastjan Jeretič, Aljuš Pertinač,
Boštjan M. Turk, Peter Jančič, Peter Gregorčič.

## Ura resnice
Ura resnice je komentatorska pogovorno-analitična oddaja, ki nastaja v produkciji Info360.si. Voditelj Bojan Požar v vsaki oddaji z dvema sogovornikoma analizira aktualno družbeno-politično dogajanje. Izhaja vsak ponedeljek, sredo in petek ob 20. uri na Info360 ter ob 22. uri na Gea TV Plus, na voljo je tudi v obliki avdio in video podkasta na platformah. Prva epizoda je bila na sporedu 5. februarja 2025.

### Seznam oddaj
| #            | Datum            | Voditelj       | Tema                                                    | Komentatorja           | Komentatorja      |
| ------------ | ---------------- | -------------- | ------------------------------------------------------- | ---------------------- | ----------------- |
| FEBRUAR 2025 |                  |                |                                                         |                        |                   |
| 1            | 5. februar 2025  | Bojan Požar    | Geneza Jankovićevega pisma Vučiću                       | Edvard Kadič           | Miran Videtič     |
| 2            | 7. februar 2025  | Bojan Požar    | Je Han postal janšist?                                  | Aljuš Pertinač         | Sebastjan Jeretič |
| 3            | 10. februar 2025 | Bojan Požar    | Mediji, novinarji, denar in politika                    | Zala Klopčič           | Peter Jančič      |
| 4            | 12. februar 2025 | Bojan Požar    | Dnevi grmenja na politični desnici                      | Aljuš Pertinač         | Miran Videtič     |
| 5            | 14. februar 2025 | Bojan Požar    | Spopad med Janšo in Toninom                             | Edvard Kadič           | Boštjan M. Turk   |
| 6            | 17. februar 2025 | Bojan Požar    | Petkovi kolesarji in vampi za predsednico               | Aljuš Pertinač         | Peter Jančič      |
| 7            | 19. februar 2025 | Bojan Požar    | Nepovabljeni in govor Janeza Janše                      | Peter Gregorčič        | Miran Videtič     |
| 8            | 21. februar 2025 | Bojan Požar    | Kdo zmaguje, Rupar ali Jenull?!                         | Edvard Kadič           | Sebastjan Jeretič |
| 9            | 24. februar 2025 | Bojan Požar    | Orožarski posli, Golobova patria?                       | Suzana Kos             | Sebastjan Jeretič |
| 10           | 26. februar 2025 | Bojan Požar    | Resetirani Čeferin, najnovejša razkritja                | Nenad Glücks           | Miran Videtič     |
| 11           | 28. februar 2025 | Bojan Požar    | Kdo in kaj se skriva za afero DARS?                     | Peter Gregorčič        | Aljuš Pertinač    |
| MAREC 2025   |                  |                |                                                         |                        |                   |
| 12           | 3. marec 2025    | Bojan Požar    | Ekskluzivno: Intervju z Rokom Snežičem                  | Rok Snežič             | Rok Snežič        |
| 13           | 5. marec 2025    | Bojan Požar    | Smo res na pragu svetovne vojne?!                       | Žiga Turk              | Bogomil Ferfila   |
| 14           | 7. marec 2025    | Bojan Požar    | Parlament, vlada, opozicija: Kdo bo koga?               | Aleksander Reberšek    | Andrej Hoivik     |
| 15           | 10. marec 2025   | Bojan Požar    | Gen-I, zarota Erar                                      | Edvard Kadič           | Aljuš Pertinač    |
| 16           | 12. marec 2025   | Bojan Požar    | Od Klakočarjeve do Lidie Glavina, Kučan pa molči        | Boštjan M. Turk        | Miran Videtič     |
| 17           | 14. marec 2025   | Bojan Požar    | Spopad za referendum, vpoklic Nike Kovač                | Boštjan M. Turk        | Peter Jančič      |
| 18           | 17. marec 2025   | Bojan Požar    | Pogovor z Zoranom Stevanovićem                          | Zoran Stevanović       | Zoran Stevanović  |
| 19           | 19. marec 2025   | Bojan Požar    | Psihoanaliza Svobode: med ljubimci in paraziti          | Roman Vodeb            | Aljuš Pertinač    |
| 20           | 21. marec 2025   | Bojan Požar    | Vse možne koalicije in tretji človek                    | Peter Gregorčič        | Sebastjan Jeretič |
| 21           | 24. marec 2025   | Bojan Požar    | Novi obrazi, priskledniki in nepotizem                  | Edvard Kadič           | Boštjan M. Turk   |
| 22           | 26. marec 2025   | Bojan Požar    | Golobovi s policijo nad NSi in konsolidacija medijev    | Peter Gregorčič        | Miran Videtič     |
| 23           | 28. marec 2025   | Aljuš Pertinač | Kdo je tu pravi parazit?                                | Brigite Ferlič Žgajnar | Matej Beltram     |
| 24           | 31. marec 2025   | Bojan Požar    | Slovenska vojska proti vojakom?                         | Gvido Novak            | Gvido Novak       |
| APRIL 2025   |                  |                |                                                         |                        |                   |
| 25           | 2. april 2025    | Bojan Požar    | Ko zadiši po predčasnih volitvah                        | Edvard Kadič           | Miran Videtič     |
| 26           | 4. april 2025    | Bojan Požar    | Intervju z Vladimirjem Prebiličem                       | Vladimir Prebilič      | Vladimir Prebilič |
| 27           | 7. april 2025    | Bojan Požar    | Kulturni boj: zdravje in referendum                     | Boštjan M. Turk        | Sebastjan Jeretič |
| 28           | 9. april 2025    | Bojan Požar    | Janković-Vučić, EPP in samodani Golob                   | Peter Gregorčič        | Miran Videtič     |
| 29           | 11. april 2025   | Bojan Požar    | Vrnitev v Budimpešto, mediji so naši                    | Boštjan M. Turk        | Peter Jančič      |
| 30           | 14. april 2025   | Bojan Požar    | Janšo bi obsodili, Klakočarjevi vse oprostili           | Peter Gregorčič        | Edvard Kadič      |
| 31           | 16. april 2025   | Bojan Požar    | Kdo bo vodil SLS: Tina ali Nina?                        | Tina Bregant           | Nina Strah        |
| 32           | 23. april 2025   | Aljuš Pertinač | Psihoanaliza slovenske politike                         | Roman Vodeb            | Igor Lukšič       |
| 33           | 25. april 2025   | Aljuš Pertinač | Najboljši ali najslabši papež?                          | Janez Zupan            | Gabriel Kavčič    |
| 34           | 28. april 2025   | Aljuš Pertinač | Janša kot feniks, Golob pa?                             | Boštjan M. Turk        | Miran Videtič     |
| 35           | 30. april 2025   | Bojan Požar    | Instagramiranje iz Vatikana                             | Peter Gregorčič        | Aljuš Pertinač    |
| MAJ 2025     |                  |                |                                                         |                        |                   |
| 36           | 2. maj 2025      | Bojan Požar    | Praznična vojna za vročo jesen                          | Boštjan M. Turk        | Miran Videtič     |
| 37           | 5. maj 2025      | Bojan Požar    | Blišč in beda KPK                                       | Edvard Kadič           | Peter Jančič      |
| 38           | 7. maj 2025      | Bojan Požar    | Golob odpisan, le da tega še ne ve?                     | Peter Gregorčič        | Boštjan M. Turk   |
| 39           | 9. maj 2025      | Bojan Požar    | Kje je demokracija doma: Slovenija ali Amerika?         | Aljuš Pertinač         | Miran Videtič     |
| 40           | 12. maj 2025     | Bojan Požar    | Referendum: Zmaga Janše, Golob politično truplo         | Peter Gregorčič        | Peter Jančič      |
| 41           | 14. maj 2025     | Bojan Požar    | Ekskluzivni intervju: Milko Novič, žrtev pravosodja     | Milko Novič            | Milko Novič       |
| 42           | 16. maj 2025     | Aljuš Pertinač | Seks, laži in všečki - Golobja Zadruga                  | Peter Gregorčič        | Miran Videtič     |
| 43           | 19. maj 2025     | Bojan Požar    | Stiska Hoivika, Festival Svobode                        | Edvard Kadič           | Boštjan M. Turk   |
| 44           | 21. maj 2025     | Bojan Požar    | Zmago Jelinčič Plemeniti: Vrnitev starega lisjaka       | Zmago Jelinčič         | Zmago Jelinčič    |
| 45           | 23. maj 2025     | Bojan Požar    | Ko sabotirajo državo, nam poka srce                     | Peter Gregorčič        | Miran Videtič     |
| 46           | 26. maj 2025     | Bojan Požar    | Mandati za Janšo, milijoni za Avdića                    | Peter Jančič           | Miran Videtič     |
| 47           | 28. maj 2025     | Bojan Požar    | Betoniranje ustavnega sodišča in kdo bo koga            | Peter Gregorčič        | Edvard Kadič      |
| 48           | 30. maj 2025     | Bojan Požar    | Perverznost predsednice in depeša za Prebiliča          | Boštjan M. Turk        | Aljuš Pertinač    |
| JUNIJ 2025   |                  |                |                                                         |                        |                   |
| 49           | 2. junij 2025    | Bojan Požar    | Ekskluzivni intervju: Janez Janša, predsednik SDS       | Janez Janša            | Janez Janša       |
| 50           | 4. junij 2025    | Bojan Požar    | Trije intervjuji in domači izdajalec Pahor              | Edvard Kadič           | Peter Jančič      |
| 51           | 6. junij 2025    | Bojan Požar    | Nedotakljiva Nika Kovač in spopad dveh klanov           | Peter Gregorčič        | Miran Videtič     |
| 52           | 9. junij 2025    | Aljuš Pertinač | Psihoterapija ali shizofrenija, kaj prinaša novi zakon? | Roman Vodeb            | Federico Potočnik |
| 53           | 11. junij 2025   | Bojan Požar    | Pretep župana, beda Poklukarja in tretji blok           | Boštjan M. Turk        | Miran Videtič     |
| 54           | 13. junij 2025   | Bojan Požar    | Sfižena država: Golobu kult Tita, Jankoviću Srbija      | Aljuš Pertinač         | Miran Videtič     |
| 55           | 16. junij 2025   | Bojan Požar    | Prikrivanje, blef in laži                               | Edvard Kadič           | Peter Jančič      |
| 56           | 18. junij 2025   | Aljuš Pertinač | Politična zavezništva ali spopad Janša–Golob?           | Peter Gregorčič        | Igor Lukšič       |
| 57           | 20. junij 2025   | Bojan Požar    | Famozni tretji blok                                     | Matej Tonin            | Anže Logar        |
| 58           | 23. junij 2025   | Bojan Požar    | Zabodli Tonina, lansirali Prebiliča                     | Edvard Kadič           | Miran Videtič     |
| 59           | 25. junij 2025   | Bojan Požar    | Ob dnevu državnosti: kaj smo naredili narobe?           | Žiga Turk              | Jelko Kacin       |
| 60           | 27. junij 2025   | Bojan Požar    | Kučanova sveta vojna in prevare na poti v Haag          | Peter Gregorčič        | Miran Videtič     |
| 61           | 30. junij 2025   | Bojan Požar    | Maljevac v Budimpešti, Grims v Bruslju                  | Boštjan M. Turk        | Peter Jančič      |

## V središču
V središču je pogovorna oddaja, ki nastaja v produkciji Info360.si. Voditeljica Suzana Kos v vsaki oddaji sooča dva politika o različnih temah. Izhaja vsak četrtek ob 6. uri na Info360 ter kasneje na Gea TV Plus. Prva epizoda je bila na sporedu 17. aprila 2025.

### Seznam oddaj
| #  | Datum          | Voditelj           | Gosta                                   | Gosta                                   |
| -- | -------------- | ------------------ | --------------------------------------- | --------------------------------------- |
| 1  | 17. april 2025 | Suzana Kos         | Anže Logar (Demokrati)                  | Jani Prednik (SD)                       |
| 2  | 24. april 2025 | Suzana Kos         | Vida Čadonič Špelič (NSi)               | Luka Goršek (SD)                        |
| 3  | 8. maj 2025    | Suzana Kos         | Senko Pličanič (Demokrati)              | Lena Grgurević (Svoboda)                |
| 4  | 15. maj 2025   | Suzana Kos         | Aleš Hojs (SDS)                         | Mirko Bandelj                           |
| 5  | 22. maj 2025   | Suzana Kos         | Jernej Vrtovec (NSi)                    | Mojca Šetinc Pašek (NeP)                |
| 6  | 29. maj 2025   | Suzana Kos         | Danijel Krivec (SDS)                    | Meira Hot (SD)                          |
| 7  | 5. junij 2025  | Brigite F. Žgajnar | Jasna Humar                             | Tomaž Glažar                            |
| 8  | 12. junij 2025 | Suzana Kos         | Marjan Šarec, Matej Tonin, Branko Grims | Marjan Šarec, Matej Tonin, Branko Grims |
| 9  | 19. junij 2025 | Brigite F. Žgajnar | Tomaž Mrlak                             | Robert Sabol                            |
| 10 | 26. junij 2025 | Suzana Kos         | Robert Šumi                             | Aleksej Šinigoj                         |